# Denis Sassou Nguesso University
Denis Sassou Nguesso University – uniwersytet panafrykański założony w Republice Konga 5 lutego 2021 w Kintélé. 
Celem działań uniwersytetu jest stworzenie struktury służącej badaniom naukowym, technologicznym i rozwojowym o charakterze międzynarodowym.